# Thomas Calabro
Thomas Calabro (nascido em 3 de fevereiro de 1959), natural do Brooklyn, famoso por atuar em séries como The Last Ship, NCSI, Melrose Place e Glee.
Iniciou sua carreira artística interpretando Oberon em Sonhos de uma noite de verão, do escritor inglês William Shakespare.
Consagrou-se através de seu papel como Dr. Michael Mancini na série dos anos 90, Melrose Place. Também participou de Desaparecidos (no título original Without a Trace) e Tocado por um Anjo.
Foi casado com Elizabeth Pryor por 12 anos (1993 a 2005).
Fonte: http://www.adorocinema.com/personalidades/personalidade-112056/